# 大森站 (靜岡縣)
大森站（日语：／ Ōmori eki */?）是位於靜岡縣湖西市新所5404番1號，天龍濱名湖鐵道的天龍濱名湖線車站。

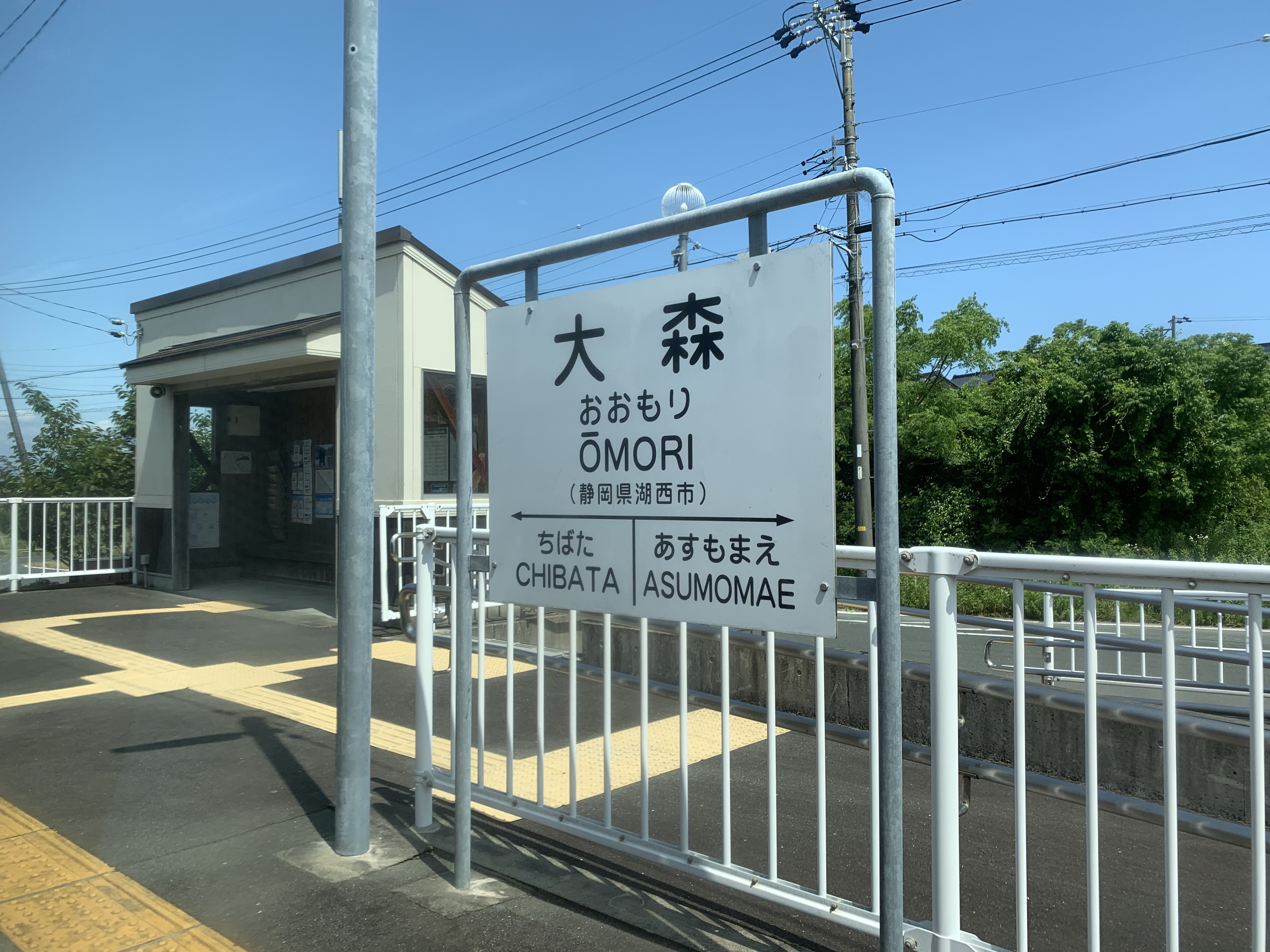
站名牌與月台(2022年6月)

## 歷史
- 2009年（平成21年）4月1日 - 車站啟用。

## 車站構造
本站是地面車站，設有1面1線的單式月台。此站是無人車站。

## 使用狀況
以下為近年1日平均乘車人次
| 乘車人次變化 | 乘車人次變化      |
| 年度         | 一日平均 乘車人次 |
| ------------ | ----------------- |
| 2009         | 18                |
| 2010         | 25                |
| 2011         | 13                |
| 2012         | 14                |
| 2013         | 18                |
| 2014         | 26                |
| 2015         | 24                |
| 2016         | 24                |
| 2017         | 16                |
| 2018         | 22                |

## 車站周邊
- Primearth EV能量（日语：プライムアースEVエナジー）總部、大森工場
- 國道301號
- 湖西市立湖西中學
- 湖醬巴士（日语：コーちゃんバス） 大森站巴士站

## 相鄰車站
天龍濱名湖鐵道
天龍濱名湖線
知波田－大森－阿斯莫前

## 注腳
1. ↑  掛川市統計書

## 外部連結
- 大森站 （页面存档备份，存于）（日語） - 天龍濱名湖鐵道株式會社